# トゥシュラッタ
トゥシュラッタ (Tušratta、紀元前1380年 - 紀元前1350年頃)は、ミタンニの王。シュッタルナ2世の子。兄はアルタッシュマラ。弟はシャッティワザ（マッティワザとも）。妹はギルヒパ（エジプト王アメンホテプ3世妃）。息子の一人に暗殺されたとされる。

## タドゥキパについて
トゥシュラッタは、エジプト第18王朝と同盟を結ぶべく、アメンホテプ3世に政略結婚を打診した。
アメンホテプ3世はトゥシュラッタ宛てにタドゥキパと結婚したいとの手紙を何回も書いた（アマルナ文書）。だがタドゥキパが来る前にアメンホテプ3世は亡くなったらしい。
タドゥキパは３世の息子で新王のアメンホテプ4世と結婚する。トゥシュラッタの娘・タドゥキパ（Tadukhipa）は、アメンホテプ4世の2番目の妃キヤ（KiYa）、あるいはエジプト王妃ネフェルティティであるとも言われている。

## ヒッタイトとの戦い
ヒッタイト王のシュッピルリウマ1世の庇護を受けて、トゥシュラッタの政敵アルタタマ2世がミタンニ王に即位し、ミタンニはヒッタイトの属国として存続した。